# Eucalyptus pumila
Eucalyptus pumila là một loài thực vật có hoa trong Họ Đào kim nương. Loài này được Cambage mô tả khoa học đầu tiên năm 1918.